# 2017年亞洲冬季運動會短道競速滑冰比賽
2017年亞洲冬季運動會短道速滑比賽于2017年2月20日-2017年2月22日在日本札幌真驹内屋内竞技场舉行，比赛共分8个单项，男女各4个单项。

## 总奖牌榜
*   主办国家/地区（日本）
| 排名                     | 国家 / 地区              | 金牌 | 銀牌 | 銅牌 | 总计 |
| ------------------------ | ------------------------ | ---- | ---- | ---- | ---- |
| 1                        |                          | 5    | 5    | 3    | 13   |
| 2                        | 中國                     | 3    | 2    | 1    | 6    |
| 3                        | 日本*                    | 0    | 1    | 3    | 4    |
| 4                        |                          | 0    | 0    | 1    | 1    |
| 总计（共4个国家 / 地区） | 总计（共4个国家 / 地区） | 8    | 8    | 8    | 24   |

## 獎牌得主

### 男子
| 項目         | 金牌                                                     | 金牌     | 银牌                                                     | 银牌     | 铜牌                                                               | 铜牌     |
| 500公尺      | 武大靖 · 中国（CHN）                                     | 40.764   | 徐怡拉 · 韩国（KOR）                                     | 40.842   | 朴世暎 · 韩国（KOR）                                               | 41.182   |
| 1000公尺     | 徐怡拉 · 韩国（KOR）                                     | 1:24.097 | 辛达吾 · 韩国（KOR）                                     | 1:24.119 | 渡邊啓太 · 日本（JPN）*                                            | 1:24.395 |
| 1500公尺     | 朴世暎 · 韩国（KOR）                                     | 2:34.036 | 武大靖 · 中国（CHN）                                     | 2:34.206 | 李政洙 · 韩国（KOR）                                               | 2.34.356 |
| 5000公尺接力 | 中国（CHN） · 武大靖 · 韩天宇 · 许宏志 · 任子威 · 石竟男 | 7:01.983 | 韩国（KOR） · 李政洙 · 徐怡拉 · 辛达吾 · 朴世暎 · 韩昇秀 | 7:02.703 | 日本（JPN） · 横山大希 · 吉永一贵 · 渡邊啓太 · 坂爪亮介 · 村武隆之 | 7:02.909 |

### 女子
| 項目         | 金牌                                                     | 金牌     | 银牌                                                   | 银牌     | 铜牌                                                                                           | 铜牌     |
| 500公尺      | 臧一泽 · 中国（CHN）                                     | 43.911   | 伊藤亚由子 · 日本（JPN）                               | 44.236   | 崔珉禎 · 韩国（KOR）**                                                                         | 44.819   |
| 1000公尺     | 沈锡希 · 韩国（KOR）                                     | 1:30.376 | 崔珉禎 · 韩国（KOR）                                   | 1:30.451 | 菊池纯礼 · 日本（JPN）                                                                         | 1:30.544 |
| 1500公尺     | 崔珉禎 · 韩国（KOR）                                     | 2:29.416 | 沈锡希 · 韩国（KOR）                                   | 2:29.569 | 郭奕含 · 中国（CHN）                                                                           | 2:30.017 |
| 3000公尺接力 | 韩国（KOR） · 沈锡希 · 崔珉禎 · 卢都熹 · 金智有 · 金建希 | 4:10.515 | 中国（CHN） · 范可新 · 曲春雨 · 臧一泽 · 郭奕含 · 林悦 | 4:10.980 | （KAZ） · 金英雅 · 阿纳斯塔西娅·克列斯托娃 · 麦迪娜·詹布西诺娃 · 安妮塔·威尔 · 奥莉加·吉洪诺娃 | 4:20.034 |

* 根据亚洲奥林匹克理事会的规定，一个代表团不能在单届亚洲冬季运动会的同一个小项上包揽全部三枚奖牌，因此男子1000米决赛中第三个到达终点的李政洙无缘该项目奖牌，而获得第四名的日本选手渡邊啓太递补获得铜牌。
** 因A组决赛的四名选手当中有两名选手犯规，在B组决赛中位列第一的崔敏静递补获得铜牌。

## 參賽國家和地區
總共有17個國家和地區派員參賽。澳洲和紐西蘭為受邀國家，不會頒發任何獎牌。
- （6）
- 中国（10）
- 中华台北（8）
- 中国香港（2）
- 印度（6）
- 印度尼西亚（7）
- 日本（10）
- （10）
- 马来西亚（8）
- 蒙古（1）
- 新西兰（2）
- 朝鲜（4）
- （3）
- 菲律宾（1）
- 新加坡（2）
- 韩国（10）
- 泰国（3）